# أهل الدنيا (مسلسل)
مسلسل أهل الدنيا هو مسلسل مصري من إنتاج عام 2001 وبطولة صلاح السعدني وهالة فاخر ومعالي زايد وتم عرض المسلسل في 14 فبراير 2001 في مصر على شاشة التليفزيون المصري وهو من الأعمال الملونة.

## القصة
يتزوج شيخون (صلاح السعدني) من نفيسة (معالي زايد) التي كان يعمل لدى أبيها، ويستولى على كل أملاكها، ورغم أن لديه منها ثلاثة أبناء فإنه يميل لابن زوجتة الثانية (هالة فاخر) رئيفة. يتعرض شيخون لأزمة مالية فيكتب كل أملاكة لأولاد نفيسة، ويأخذ عليهم أوراق الضد، يستطيع أحد أولاد نفيسة (محمد الشقنقيري) أن يسرق أوراق الضد من زوجة أبيه بعد أن يقتلها، بينما ابنها (ياسر فرج) المقرب من أبيه دخل السجن في تهمة لم يرتكبها، فتتبدل أحوال شيخون للأسوأ.

## طاقم العمل
- صلاح السعدني
- هالة فاخر
- معالي زايد
- خالد محمود
- محمد الشقنقيري
- لطفي لبيب
- شعبان حسين
- نشوى مصطفى
- على حسنين
- جليلة محمود
- علاء قوقه
- جميلة عزيز
- حمدي شرف الدين